# Kvalserien till Elitserien i ishockey 1992
Kvalserien till Elitserien i ishockey 1992 spelades 8-19 april 1992 för att avgöra vilket lag som skulle få spela i Elitserien 1992/1993. Kvalserien bestod av fyra lag och spelades i sex omgångar. Leksands IF försvarade sin plats i Elitserien, medan Boro, Södertälje och Vita Hästen fick spela i Division I 1992/1993.

## Slutställning
| Nr | Lag            | S | V | O | F | GM | IM | MS  | P  |
| -- | -------------- | - | - | - | - | -- | -- | --- | -- |
| 1  | Leksands IF    | 6 | 5 | 0 | 1 | 29 | 19 | +10 | 10 |
| 2  | Team Boro HC   | 6 | 3 | 0 | 3 | 25 | 21 | +4  | 6  |
| 3  | Södertälje SK  | 6 | 3 | 0 | 3 | 28 | 25 | +3  | 6  |
| 4  | IK Vita Hästen | 6 | 1 | 0 | 5 | 12 | 29 | −17 | 2  |